# Créteil
Créteil é uma comuna francesa situada nos arredores de Paris, no departamento do Vale do Marne, região da Ilha de França.
Situa-se a sudeste de Paris, e, segundo os números de 2014, tinha uma população de 91 042 habitantes. É banhada pelo rio Marne.

## Geografia

### Transporte
A cidade de Créteil é servida por três modos de transporte : metrô, ônibus e RER.
Créteil tem quatro estações da Linha 8 do Metropolitano de Paris : Créteil - Préfecture, Créteil - Université, Créteil - L'Échat e Pointe du Lac. Esta linha de metrô segue um eixo leste-oeste.
A comuna é servida pelo RER D na estação de Créteil-Pompadour e pelo RER A na estação de Saint-Maur - Créteil (estação situada no território da cidade de Saint-Maur-des-Fossés). O TVM é interconectado com as duas estações.

## Toponímia
O nome gaulês da cidade, Cristoilum, teve por origem o nome de um gaulês Cristos e ogilum.

## História

### Pré-História

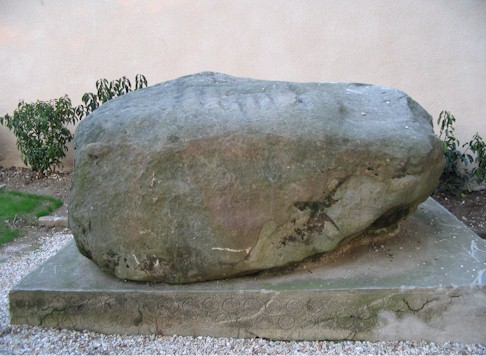
Polidor Neolítico de Créteil

Alguns raros sílex do Paleolítico foram desenterrados ainda no início do século XX no território da comuna. O Neolítico deixou mais vestígios como o polidor que faz o orgulho pré-histórico de Créteil. Este bloco de mais de duas toneladas foi usado para afiar pedras. Pelo menos dois eixos neolíticos também foram encontrados na área de Mont-Mesly. Um deles (machado de jadeíte) está exposto no Museu de Antiguidades Nacionais em Saint-Germain-en-Laye. Dragando o Sena no século XIX, várias armas da Idade do Bronze foram descobertas. Elas estão expostas no British Museum de Londres.

### Antiguidade
Camille Jullian colocou no início do século XX a hipótese de um domínio galo-romano em Mesly. Os itens arqueológicos são raros, no entanto. A descoberta de detritos e moedas no final do século XX, no entanto, dão suporte à hipótese de Jullian.
A primeira referência escrita fazendo referência a Créteil remonta aos merovíngios: Vicus Cristolium. O Martirológio de Usuardo datando do século IX indica que esse lugar marca o martírio de um grande número de cristãos nestes termos : 
In territorio Parisiacensi, vico Cristoilo, passio Sanctorum Agoardi et Agliberti cum aliis innumeris prosmiscui sexus.
 Há também Vico Cristolio. Este topônimo é formado do prefixo crist e do radical Olium. Estes dois termos são gauleses : "clareira" para crist et "pico" para Olium. A "clareira" do "pico" do Mont-Mesly é de antes da romanização na estrada ligando Paris e Sens (estrada nacional 19 hoje).
Uma etimologia mais tradicional era que a palavra crist seria referente a Jesus Cristo devido à cristianização precoce de Créteil e à veneração dos santo Agoard e santo Aglibert, mártires do ano 400 depois de Cristo. Esta lenda hagiográfica hoje é contestada pelos historiadores que a qualificam como "montagem incoerente". A existência de uma igreja em Créteil, no entanto, parece possível a partir do século V.

## Geminação
Creteil é geminada com :

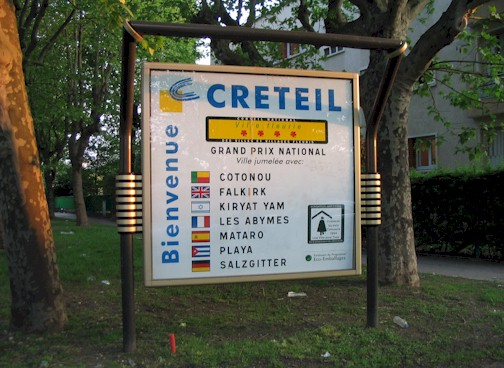
Sinal de entrada da cidade

- Kiryat Yam (Israel) 1978
- Les Abymes (França) 1981
- Salzgitter (Alemanha) 1982
- Falkirk (Escócia) 1983
- Cotonou (Benim) 1986
- Mataró (Espanha) 1991
- Playa (Cuba) 2003
- Gyumri (Armênia) 2009